# Oxidase-Test
Der Oxidase-Test ist ein einfaches und schnelles biochemisches Verfahren zum Nachweis des Enzyms Cytochrom-c-Oxidase in der Atmungskette von Zellen. Der Oxidase-Test wird genutzt zur Klassifikation von Bakterien (Bunte Reihe) und in der Histologie.
Das Oxidase-Reagenz reduziert über Cytochrom c die Cytochrom-c-Oxidase. Dabei wird das farblose Reagenz zu einem intensiv gefärbten Radikal-Kation (Wurster-Kation) oxidiert.
Der Oxidase-Test ist spezifisch für Cytochrom-c-Oxidasen. Chinol-Oxidasen reagieren hierbei nicht.

## Oxidase-Reagenzien
Es gibt drei verschiedene Oxidase-Reagenzien:

### Kovacs-Reagenz
Das Kovacs-Reagenz ist eine Lösung aus 10 mg/ml N,N,N′,N′-Tetramethyl-1,4-Phenylendiamin (TMPD) in 100 mM Phosphat-Puffer (pH 7). Ein Bakterium ist Oxidase-positiv, wenn sich innerhalb einer Minute nach Zugabe des Reagenz eine intensive Blaufärbung (Wurster-Blau) der Zellen einstellt. Bei keiner oder einer späteren Reaktion ist das Bakterium Oxidase-negativ.

### Gordon-McLeod-Reagenz
Das Gordon-McLeod-Reagenz ist eine Lösung aus 10 mg/ml N,N-Dimethyl-1,4-Phenylendiamin (DMPD) in 100 mM Phosphat-Puffer (pH 7). Ein Bakterium ist Oxidase-positiv, wenn sich innerhalb einer Minute nach Zugabe des Reagenz eine intensive Rotfärbung (Wurster-Rot) der Zellen einstellt. Bei keiner oder einer späteren Reaktion ist das Bakterium Oxidase-negativ.

### NADI-Reagenz
Das NADI-Reagenz (nach Ehrlich) ist eine Mischung aus gleichen Volumenteilen 50 mM α-Naphthol-Lösung in 50 Vol-% Ethanol und 10 mg/ml N,N-Dimethyl-1,4-Phenylendiamin-Lösung (DMPD) in 100 mM Phosphat-Puffer (pH 7). Ein Bakterium ist Oxidase-positiv, wenn sich innerhalb einer Minute eine intensive Blaufärbung (Indophenolblau) der Zellen einstellt. Bei keiner oder einer späteren Reaktion ist das Bakterium Oxidase-negativ.